# Pat O'Connor (regista)
Pat O'Connor (Ardmore, 20 marzo 1943) è un regista irlandese.

## Filmografia
- Cal (1984)
- Un mese in campagna (A month in the Country) (1987)
- Un gentleman a New York (Stars and Bars) (1988)
- Un detective... particolare (The January Man) (1989)
- La casa del destino (Fools of fortune) (1990)
- Amiche (Circle of Friends) (1995)
- Innocenza infranta (Inventing the Abbotts) (1997)
- Ballando a Lughnasa (Dancing at Lughnasa) (1998)
- Sweet November - Dolce novembre (Sweet november) (2001)
- Private Peaceful (2012)